# Piedras (film)
Pour la municipalité colombienne, voir Piedras.
Pour plus de détails, voir Fiche technique et Distribution.
Piedras est un film espagnol réalisé par Ramón Salazar, sorti en 2002.

## Synopsis
L'histoire de cinq femmes.

## Fiche technique
- Titre : Piedras
- Réalisation : Ramón Salazar
- Scénario : Ramón Salazar
- Musique : Pascal Gaigne
- Photographie : David Carretero
- Montage : Teresa Font
- Production : Francisco Ramos
- Société de production : Alquimia Cinema, Ensueño Films, Telemadrid, Vía Digital et Antena 3 Televisión
- Pays :  Espagne
- Genre : Drame
- Durée : 135 minutes
- Dates de sortie : 
  - Espagne : 8 février 2002

## Distribution
- Antonia San Juan : Adela
- Najwa Nimri : Leire
- Vicky Peña : Maricarmen
- Ángela Molina : Isabel
- Mónica Cervera : Anita
- Enrique Alcides : Joaquín
- Lola Dueñas : Daniela
- María Casal : Martina
- Daniele Liotti : Kun
- Rodolfo De Souza : Leonardo
- Andrés Gertrúdix : Javier
- Santiago Crespo : Víctor

## Distinctions
Le film a été présenté en sélection officielle en compétition lors de Berlinale 2002.